# Ina Ioana Todoran
Ina Ioana Todoran (n. 24 august 1993, Crăciunelu de Jos, Alba) este o tânără solistă de muzică populară din Transilvania care s-a remarcat prin vocea sa și prin numeroasele premii obținute la festivaluri de folclor din întreaga țară.

## Biografie
Ina Ioana Todoran s-a născut în 24 august 1993, la Crăciunelu de Jos, județul Alba. În 2012 a absolvit Colegiul Național „Inochentie Micu Klein” din Blaj, profilul matematică-informatică, intensiv engleză. La examenul de bacalaureat, Ina Todoran a fost singura elevă din județul Alba care a obținut media generală 10.
De asemenea, Ina Todoran a studiat și la Școala de Arte din cadrul Centrului de Cultură "Augustin Bena" Alba, la clasa D-nei Prof. Leontina Fărcaș. După terminarea liceului, Ina Todoran s-a înscris la Facultatea de Medicină din cadrul Universității de Medicină și Farmacie din Târgu-Mureș, dorind să urmeze în paralel și cariera muzicală. Solista a moștenit talentul artistic din familie, bunicul său cântând la vioară, iar bunica sa fiind membră a corului bisericii. Cariera artistică a tinerei și talentatei interprete s-a aflat încă de la început sub semnul succesului, marturie stând premiile obținute la concursurile de folclor, dintre care cel mai important este trofeul festivalului „Mamaia folclorică”.
Ina Ioana Todoran s-a remarcat și prin participarea, împreună cu „Mugurii de tezaur”, la numeroase emisiuni „Tezaur folcloric”. În ianuarie 2011, Ina Todoran a câștigat finala regională a concursului „Vocea Populară” organizat de TVR 3 și a participat la finala națională, care a avut loc la Sala Radio, în București, câștigând premiul de popularitate. În aprilie 2011 a castigat premiul I și premiul de popularitate la festivalul „Vară, vară, primăvară”, Sibiu iar în septembrie 2012 și-a completat colecția de premii cu Trofeul Festivalului „Strugurele de Aur”, produs de Jidvei România, în coproducție cu Televiziunea Română și în parteneriat cu Consiliul Județean Alba... 
Anul 2013 a adus albumul de debut al interpretei. Acesta este intitulat „Mult mă-ntreabă iedera”, după doina cu același nume, inclusă pe album. Materialul discografic conține 17 piese și a fost prezentat publicului și în cadrul Festivalului Național de Folclor „Strugurele de Aur”, 2013, fiind primit cu entuziasm de acesta.   

## Premii obținute
Cele mai importante distincții obținute de Ioana Ina Todoran sunt: 
- Marele premiu al „Festivalului Național al Cântecului și Dansului Popular Românesc Mamaia 2009”[5][6]
- Trofeul festivalului „Ileana Rus” 2009
- Trofeul „Eu mi-s mândră-n sat la mine” 2009
- Premiul I, festivalul „Strugurele de aur”, Jidvei 2009
- Câștigătoarea premiului II, soliști vocali, la Festivalul concurs Maria Tănase, Craiova 2009”
- Premiul I și premiul de popularitate la Festivalul „Vară, vară, primăvară”, Sibiu 2011
- Trofeul festivalului „Strugurele de aur” 2012

## Melodii din repertoriu
- "Mult mă-ntrebă iedera”
- "În ia sară-i luna bine”
- "Mi-o trimis bădița dor”
- "Iubește-mă bade dragă”
- "De-aș rămâne-n sat la mine”
- "Io îs floarea florilor”
- "Luceafăr de lângă lună”
- "Dă, Doamne, la lume bine”
- "Strigă dorul badelui”
- "Mult mă mir ce-mi place mie”
- "Dragostea din ce-i făcută”
- "Vino,bade dragă”
- "Bădiță unde te-i duce”
- "De-ar fi dorul flori de nalbă”
- "Cântă puiu' cucului”
- "Joc bătrân ca Târnava”
- "Ciobănaș voinic frumos”
- "Curge Târnava și poartă"
- "Câte doruri îs pe lume"
- "Badea Ion bată-l norocu'"
- "Îți cânt lume de noroc"
- "Ardealule, pământ sfințit"
- "Dragoste povară dulce"